# グアンファシン
グアンファシンは、テネックス（Tenex）などの商品名で販売されている、 注意欠陥・多動性障害 （ADHD）や高血圧の治療に用いられる医薬品である。ADHDや高血圧の治療にはあまり優先的には使用されない。投与法は経口である。
一般的な副作用には、眠気、便秘、口渇、性機能障害、頭痛などがあげられる。その他の副作用には、不安、低血圧、うつ病、泌尿器障害などがあげられる。妊娠中または授乳中の人への投与は推奨されない。
作用機序は、脳内のα2A受容体を活性化し、それによって交感神経系の活動を低下させることにより、効果を発揮するものである。 
グアンファシンは1986年に米国で医薬品として承認された。後発医薬品として入手可能である。2019年の英国での国民保健サービスにかかった費用は1か月分約60ポンドである。米国での卸売価格は1か月分約7.11米ドルである。 

## 歴史
1986年、グァンファシンは高血圧症の治療薬としてアメリカ食品医薬品局 （FDA）から「テネックス」の商品名で承認された。2010年、グアンファシンは6～17歳のADHD治療薬としてFDAによって承認された。2015年には欧州医薬品庁によって「インテュニブ」の名称でADHDの治療薬として承認された。 2018年にはADHDの治療薬としてオーストラリアの医薬品給付制度に追加された。
日本においても2017年に小児期におけるADHDの効能・効果で塩野義製薬からの「インチュニブ」の申請が承認され、2019年には成人患者に対する使用が認められた。
販売開始以来、塩野義とライセンス契約を締結したシャイアーの両者によるプロモーションが行われており、2019年にシャイアーが武田薬品工業に買収された後も塩野義と武田の両者によるプロモーションが継続されていたが、2023年4月以降は武田の単独プロモーションに移行。塩野義が取得していた製造販売承認についても武田へ承継されている。

## 商品名
アフケン（Afken）・エスチュリック（Estulic）・テネックス（Tenex）など。放出制御製剤（グアンファシン塩酸塩徐放錠）としては、インチュニブのブランド名がある。

## 研究
グアンファシンは、心的外傷後ストレス障害（PTSD）の治療薬として研究されている。成人における有効性の証拠は限られているが、1件の研究でADHDを併存する小児において肯定的な結果が得られている。選択的セロトニン再取り込み阻害薬（SSRI）に反応しない成人のPTSD患者への有効性も考えうる。
トゥレット障害の治療にグァンファシンを用いた研究も行われているが、その結果は様々である。
グアンファシンは、オピオイドやエタノール、ニコチンの離脱治療の用途でも研究されている。 グアンファシンは、禁煙を試みる喫煙者のストレス誘発性によるニコチン渇望の減少に役立つことが示されており、これには前頭前皮質の自己制御の強化が関与している可能性がある。

## 合成
グアンファシンは、2,6-ジクロロフェニル酢酸メチルとグアニジンから調製できる。